# NGC 4551
NGC 4551 is een elliptisch sterrenstelsel in het sterrenbeeld Maagd. Het hemelobject werd op 17 april 1784 ontdekt door de Duits-Britse astronoom William Herschel.

## Synoniemen
- UGC 7759
- MCG 2-32-148
- ZWG 70.183
- VCC 1630
- PGC 41963